# Calendar (New Style) Act 1750

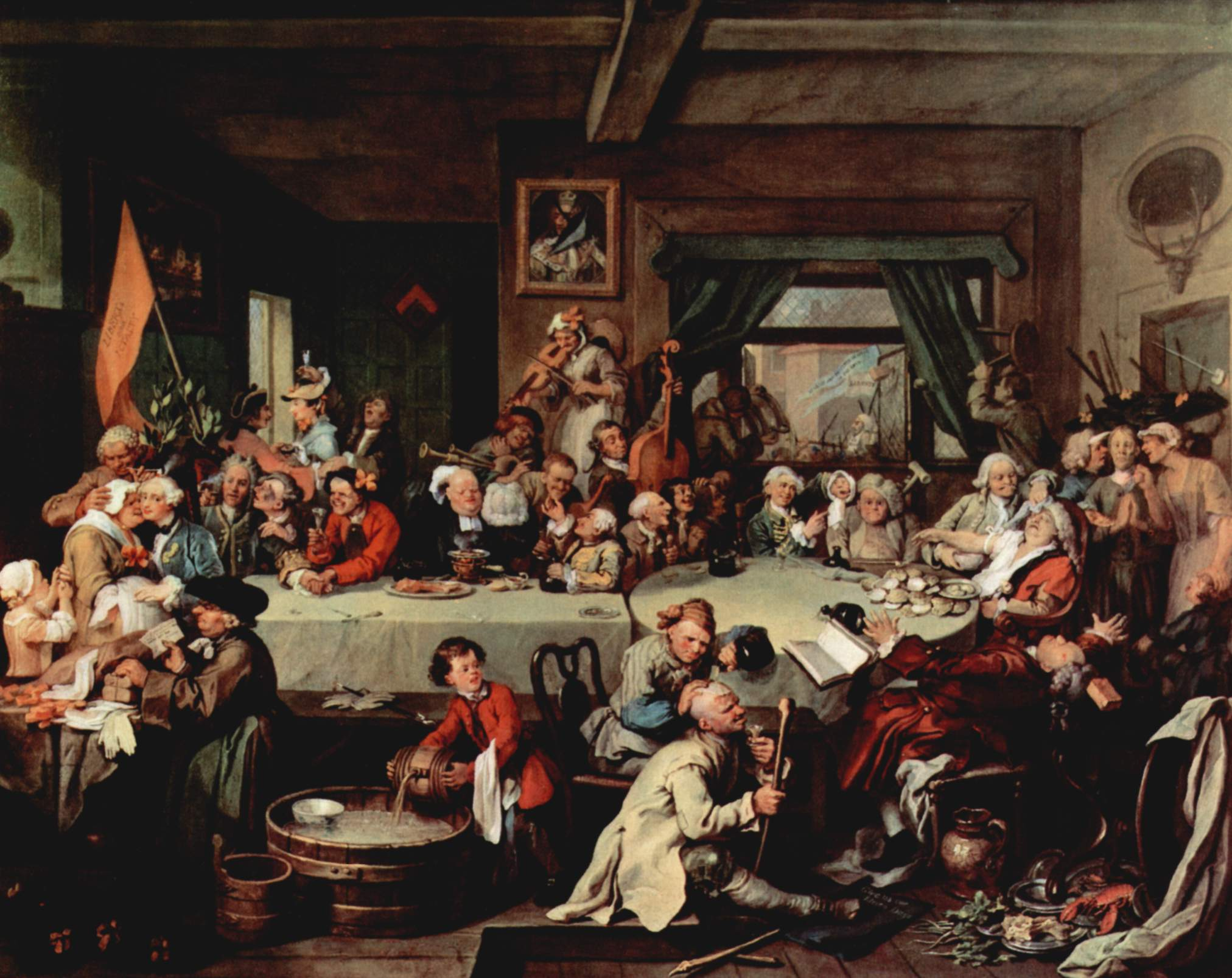
Målning av William Hogarth (cirka. 1755).

Calendar (New Style) Act 1750 (c.23) (eller Chesterfield's Act efter Philip Stanhope, 4:e earl av Chesterfield) är ett beslut i Storbritanniens parlament. Genom det reformerades kalendern i brittiska besittningar, så att året började 1 januari och inte 25 mars (Jungfru Marie bebådelsedag) och man i stället för den julianska följde den gregorianska kalendern, som då användes på de flesta håll i västra Europa.

## England
År 1751 blev ett kort år i England. Det varade bara i 282 dagar, från 25 mars till 31 december. 1752 började 1 januari. 
Den gregorianska kalendern hade införts 1582, och var nu 11 dagar före den julianska. Onsdagen den 2 september 1752 följdes av torsdagen den 14 september 1752. Även övriga förändringar antogs som de nya reglerna för skottår och påsk.

## Skottland
I Skottland hade man redan år 1600 började fira nyår den 1 januari i stället, men gregorianska kalendern infördes först 1752.

### Fotnote
1. ↑  Se Cal (Unix)#Features och Oracle Solaris manual: "An unusual calendar is printed for September 1752. That is the month 11 days were skipped to make up for lack of leap year adjustments".
2. ↑  Spathaky, Mike Old Style and New Style Dates and the change to the Gregorian Calendar
3. ↑  John J. Bond, Handy-book of rules and tables, footnote on pages xvii–xviii (1875). Original text of the Scottish decree.]